# Erin Anttila

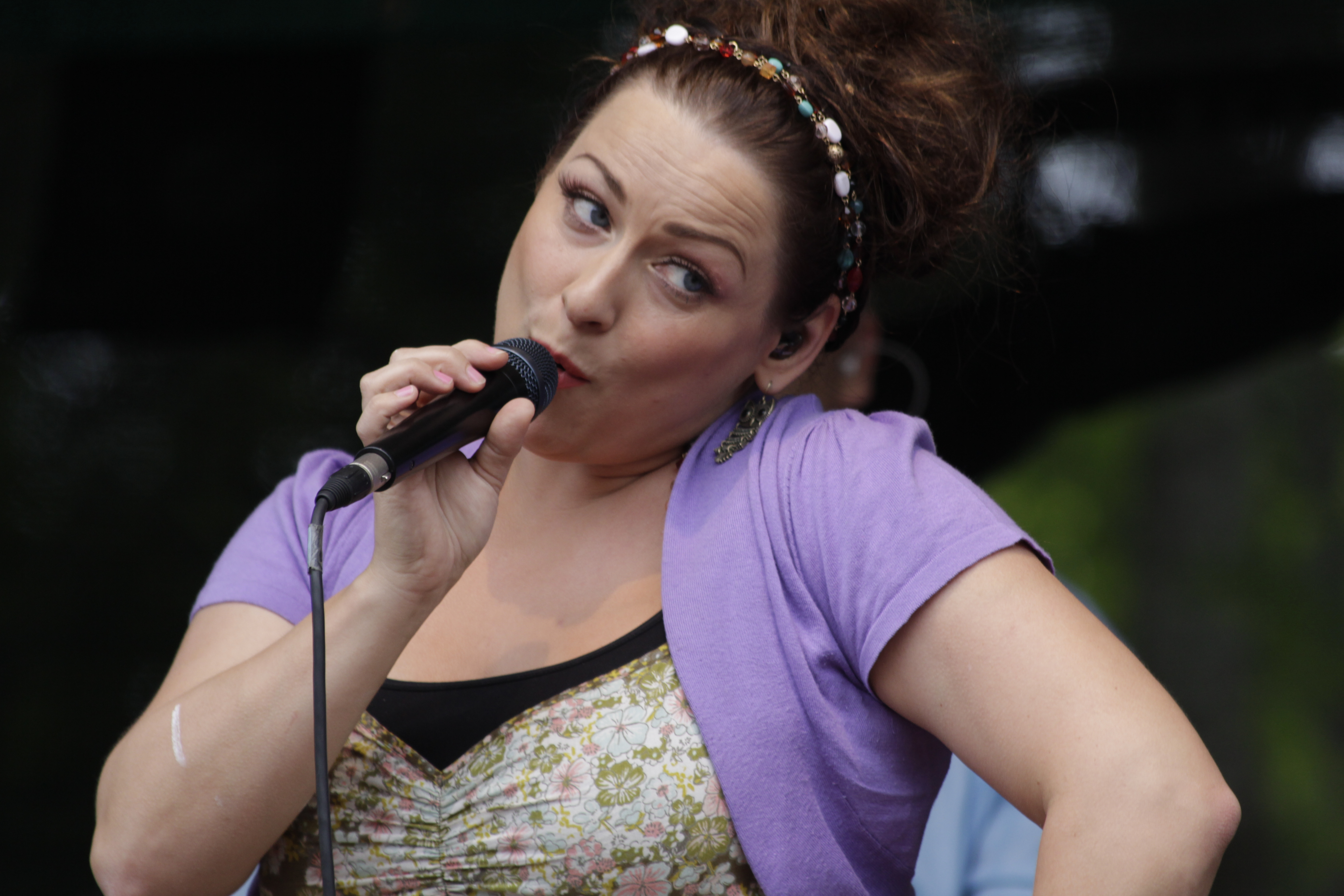
Erin auf Ylisfestarit, Ylöjärvi (2012)

Erin Helena Maureen Anttila (geb. Koivisto, * 2. Juli 1977 in Helsinki) ist eine finnische Sängerin, die als Mitglied des Pop-Duo Nylon Beat bekannt wurde und seit 2008 unter dem Namen Erin auftritt.

## Leben und Karriere

### Hintergrund
Erin wurde in Helsinki geboren, als Tochter eines finnischen Vaters und einer irischen Mutter. Sie wurde katholisch erzogen.
Als sie drei Jahre alt war, zog die Familie nach Irland, dort ging sie zur Vorschule. Drei Jahre später kamen sie zurück, so dass sie in Finnland zur Grundschule ging. Als Erin 17 wurde, nahm sie zusammen mit Jonna Kosonen am Fernseh-Gesangswettbewerb ”Kiitorata” teil, sie wurden dritte. Das Duo Nylon Beat nahm dann an der finnischen Vorausscheidung zum Eurovision Song Contest 1998 mit dem Lied „Umm Ma Ma“, und 2000 mit dem Lied „Viha ja rakkaus“.
Nach dem Ende von Nylon Beat 2004 sind Erin und ihr langjähriger Lebensgefährte Vesa Anttila (der für die Band Gitarre spielte) nach Wicklow (Irland) gezogen, wo Erin Musik studierte. 2005 haben sie dann geheiratet. 2013 wurde ihr erster Sohn geboren, und im Juli 2015 der zweite. 2017 trat Erin zusammen mit Jurek Reunamäki und Antti Tuisku als Jurorin im Gesangswettbewerb Idols des Fernsehsenders Nelonen auf.

### Solokarriere
Zurück in Finnland, startete Erin ihre Solokarriere. Im April 2008 hat sie auf eigene Hand die erste englischsprachige Single Sarah veröffentlicht. Das englischsprachige Album sollte im Herbst 2008 veröffentlicht werden, wurde aber erst Ende 2009 fertig und am Ende nicht veröffentlicht, da sich schon die Single kaum verkauft hat. Erin entschied dann, noch mal ganz von vorne anzufangen und diesmal finnisch zu singen. Die erste finnischsprachige Single ”Vanha nainen hunningolla” wurde von Warner Music Finland am 31. Januar 2011 herausgegeben. Das Album ”Hunningolla” kam dann am 25. Mai 2011 heraus, und erreichte Platin-Status. Dieses, wie auch die nächsten Alben, wurden unter dem Namen Erin veröffentlicht. Die Musik und die Texte stammen auch größtenteils aus ihrer eigenen Feder.
Im Herbst 2012 nahm Erin am Programm Vain elämää des Fernsehsenders Nelonen teil, wo sieben Sänger jeweils die Lieder eines anderen interpretieren. Ihre Version von Cheeks Mitä tänne jää erreichte im Jahr 2013 Goldstatus mit 5000 verkauften Singles.
Auf dem Album Tuhlari von Laura Närhi (im Oktober 2012 veröffentlicht) sang sie das Lied ”Siskoni” mit, welches auch als Single erschien. Das Lied erreichte Platz 9 auf der Download-Liste und wurde von kommerziellen Radiosendern am häufigsten gespielt.
Erins zweites Soloalbum Sä osaat! erschien am 7. Juni 2013. Die erste Single ”Ei taida tietää tyttö” kam am 15. Mai heraus.
Ei taida tietää tyttö wurde das am dritthäufigsten gespielte Lied bei kommerziellen Radiosendern in 2013, und 2014 wurde es von den finnischen Musikverlagen zum Lied des Jahres gewählt.
Das dritte Album Seliseli veröffentlichte Erin am 11. November 2016, die Single Kohta hänen bereits im September.

## Diskografie

### Alben
| Jahr | Titel Musiklabel                         | Höchstplatzierung, Gesamtwochen, AuszeichnungChartsChartplatzierungen (Jahr, Titel, Musiklabel, Platzierungen, Wochen, Auszeichnungen, Anmerkungen) | Anmerkungen                             |
| Jahr | Titel Musiklabel                         | FI | Anmerkungen                             |
| ---- | ---------------------------------------- | --- | --------------------------------------- |
| 2011 | Hunningolla Warner Music Finnland        | FI4 ×2Doppelplatin · (48 Wo.)FI | Erstveröffentlichung: 25. Mai 2011      |
| 2013 | Sä osaat! Warner Music Finnland          | FI1 Platin · (37 Wo.)FI | Erstveröffentlichung: 7. Juni 2013      |
| 2016 | Seliseli Warner Music Finnland           | FI11 (12 Wo.)FI | Erstveröffentlichung: 11. November 2016 |
| 2022 | Miljoona vastausta Warner Music Finnland | FI3 (9 Wo.)FI | Erstveröffentlichung: 26. August 2022   |

### Singles
| Jahr | Titel Album                             | Höchstplatzierung, Gesamtwochen, AuszeichnungChartsChartplatzierungen (Jahr, Titel, Album, Platzierungen, Wochen, Auszeichnungen, Anmerkungen) | Anmerkungen                             |
| Jahr | Titel Album                             | FI | Anmerkungen                             |
| ---- | --------------------------------------- | --- | --------------------------------------- |
| 2011 | Vanha nainen hunningolla Hunningolla    | FI8 Gold · (25 Wo.)FI |                                         |
| 2011 | Popeda Hunningolla                      | FI15 (5 Wo.)FI |                                         |
| 2012 | Mitä tänne jää Vain elämää jatkuu       | FI1 Gold · (14 Wo.)FI |                                         |
| 2012 | Vapaa Vain elämää                       | FI8 (7 Wo.)FI |                                         |
| 2012 | Vasten auringon siltaa Vain elämää      | FI15 (7 Wo.)FI |                                         |
| 2013 | Ei taida tietää tyttö Sä osaat!         | FI9 (7 Wo.)FI | Erstveröffentlichung: 15. Mai 2013      |
| 2019 | Mä hiihdän Vain elämää – kausi 10       | FI14 (1 Wo.)FI | Erstveröffentlichung: 6. September 2019 |
| 2019 | Nuori nero Vain elämää – kausi 10       | FI16 (2 Wo.)FI | Erstveröffentlichung: 11. Oktober 2019  |
| 2019 | Tässä nää nyt on Vain elämää – kausi 10 | FI15 (1 Wo.)FI | Erstveröffentlichung: 18. Oktober 2019  |
| 2020 | Yhtenä sunnuntaina Miljoona vastausta   | FI5 (7 Wo.)FI | Erstveröffentlichung: 22. Mai 2020      |
| 2021 | Niinku koko ajan Miljoona vastausta     | FI20 (1 Wo.)FI | Erstveröffentlichung: 9. April 2021     |
| 2022 | Anna mun rakastaa Miljoona vastausta    | FI10 (2 Wo.)FI | Erstveröffentlichung: 7. Januar 2022    |

Weitere Singles
- 2008: Sarah
- 2011: Vanha sydän
- 2012: On elämä laina
- 2013: Toiset mimmit
- 2013: Älä tule hyvä tyttö
- 2016: Sydäntä särkee
- 2016: Kohta hänen
- 2017: Seliseli
- 2017: Kun tänään lähden
- 2019: Muitaki ihmisii
- 2019: Paluu tulevaisuuteen (feat. Jonna Geagea)
- 2019: Sinä olet minun

### Gastbeiträge
| Jahr | Titel Album         | Höchstplatzierung, Gesamtwochen, AuszeichnungChartsChartplatzierungen (Jahr, Titel, Album, Platzierungen, Wochen, Auszeichnungen, Anmerkungen) | Anmerkungen                                                   |
| Jahr | Titel Album         | FI | Anmerkungen                                                   |
| ---- | ------------------- | --- | ------------------------------------------------------------- |
| 2017 | Aamukuuteen Anatude | FI1 (11 Wo.)FI | Erstveröffentlichung: 18. August 2017 Antti Tuisku feat. Erin |

Weitere Gastbeiträge
- 2012: Siskoni (Laura Närhi feat. Erin)
- 2014: Seuraava (Nopsajalka feat. Erin)

## Auszeichnungen für Musikverkäufe
Anmerkung: Auszeichnungen in Ländern aus den Charttabellen bzw. Chartboxen sind in ebendiesen zu finden.
| Land/RegionAuszeichnungen für Musikverkäufe (Land/Region, Auszeichnungen, Verkäufe, Quellen) | Gold     | Platin     | Verkäufe | Quellen |
| -------------------------------------------------------------------------------------------- | -------- | ---------- | -------- | ------- |
| Finnland (IFPI)                                                                              | 2× Gold2 | 3× Platin3 | 99.442   | ifpi.fi |
| Insgesamt                                                                                    | 2× Gold2 | 3× Platin3 |          |         |